# 검은목젖따오기
검은목젖따오기(Black-faced ibis)는 따오기아과에 속하는 새의 한 종이다. 이 새는 남아메리카 남부와 서부의 초원과 들판에서 발견된다. 비슷한 담황목따오기의 아종으로 포함되었지만, 오늘날 모든 주요 당국이 이 종을 인정하고 있다. 검은목젖따오기는 안데스따오기도 아종으로 포함된다. 일부 분류학적 권위자들 (미국 조류학 협회 포함)은 여전히 그렇게 하고 있다.

## 묘사
총 길이는 약 75cm이다. 머리, 목, 가슴 아래쪽은 담황색이고, 왕관과 목덜미는 시나몬색이며, 윗부분과 (종종 불완전한) 가슴띠는 회색이고, 배와 비행 깃털은 검은색이며, 날개 덮개는 흰색이다(회색 윗부분과 강하게 대조되지는 않지만). 부리, 목젖, 눈 주위의 맨살은 검은색이고 다리는 빨간색이다.
비슷한 담황목따오기는 거의 전적으로 따뜻한 지역에만 서식하며, 대조적으로 큰 흰색 날개 패치, 어두운 회색 (담황색이 아닌) 아랫가슴, 고기수염이 검은목젖따오기보다 작다.

## 분포 및 상태
검은목젖따오기는 주로 남아메리카 남부와 중부 아르헨티나, 칠레 전역에서 발견되며, 해발 약 2,500미터까지 서식한다. 또한 페루 해안 지역에서도 매우 국지적으로 서식한다. 아르헨티나와 칠레에서는 비교적 흔하게 발견되지만, 현재 이 종은 페루 지역에서 거의 완전히 멸종되었다.
전반적으로 이 종은 멸종위기에 처해 있지 않으며, 그 결과 IUCN에 의해 최소관심종으로 지정되었다.